# Господарські відносини
Господа́рські правовідно́сини — це врегульовані нормами права суспільні відносини, котрі виникають у сфері господарювання щодо організації та безпосереднього здійснення господарської діяльності, характеризуються особливим суб'єктним складом, поєднанням організаційних і майнових елементів, значним ступенем регулювання як з боку держави, так і суб'єктів цих відносин.
У Господарському кодексі України знаходимо більш лаконічне визначення, оскільки йдеться про предмет правового регулювання цього кодексу. Згідно з ч. 1 ст. 1 ГК. господарськими визнаються відносини, що виникають у процесі організації та здійснення господарської діяльності між суб'єктами господарювання, а також між цими суб'єктами та іншими учасниками відносин у сфері господарювання.
Сфера господарювання є надзвичайно складною з огляду на різноманітність відносин, що складаються між її суб'єктами та іншими учасниками господарського життя. Відносини, що виникають при цьому, попри свою багатоманітність, є господарськими, оскільки їм притаманні спільні специфічні ознаки:
- сфера виникнення — господарські системи будь-якого рівня (державного — економіка країни, територіального — економіка певного регіону, локального — суб'єкти господарювання/господарські організації);
- урегульованість цих відносин за допомогою господарсько-правових норм (містяться в актах господарського законодавства — в широкому розумінні, втому числі установчих документах), у певних випадках — ще й за допомогою господарських договорів (як правового документа), що забезпечують індивідуальне «підрегулювання» з урахуванням специфіки господарського зв'язку;
- особливий суб'єктний склад (обов'язковим учасником цих відносин є суб'єкти господарювання — індивідуальні підприємці та/або господарські організації, в певних випадках суб'єкти організаційно/управлінсько-господарських повноважень (органи державної влади: господарські та функціональні міністерства/відомства; органи місцевого самоврядування, наділені господарською компетенцією; господарські об'єднання; холдингові компанії, засновники та власники майна суб'єктів господарювання); крім того, участь у цих відносинах також беруть (можуть брати) споживачі, громадяни, громадські та інші організації, які виступають засновниками суб'єктів господарювання чи здійснюють щодо них організаційно-господарські повноваження на основі відносин власності (ч. і ст. 2 ГК України);
- об'єктом господарських правовідносин є майно у формі речей і безтілесного майна/нематеріальних активів (у тому числі об'єктів права інтелектуальної та права промислової власності), необхідне для організації та безпосереднього здійснення господарської діяльності;
- зміст — суб'єктивні права та обов'язки суб'єктів господарювання й суб'єктів організаційно-господарських повноважень та інших учасників господарського життя, визначені нормативно-правовими актами (господарським законодавством) та іншими правовими документами (договорами, зокрема), а також реальні дії зазначених осіб щодо реалізації цих прав та обов'язків, спрямовані на безпосереднє здійснення господарської діяльності (виготовлення продукції, виконання робіт, падання послуг) та/або організація/ управління такою діяльністю;